# درابة ربيعية
درابة ربيعية (الاسم العلمي: Draba verna) هي نوع من النباتات تتبع جنس الدرابة من الفصيلة الكرنبية.